# Dawkinsia arulius
Dawkinsia arulius là một loài cá nhiệt đới thuộc họ cá chép có nguồn gốc từ lưu vực sông Kaveri ở phía đông nam Ấn Độ. Các tên thông dụng khác bao gồm Arulius barb, Tamiraparani barb, Silas barb và longfin barb. Từ arulius trong tên của nó có nguồn gốc từ tên "aruli" của người địa phương để gọi loài cá này. Tình trạng bảo tồn của nó đang ở mức bị đe dọa. Môi trường sống của chúng là suối, sông và hồ lớn, với độ pH từ 6,0 - 6,5, độ cứng nước dH là 10 và nhiệt độ từ 19 °C đến 25 °C. Chúng sinh sản bằng cách đẻ trứng.

## Mô tả
Nó có một đốm màu đen, thẳng đứng, hình trái oliu ở giữa cơ thể của nó và nhạt dần khi về phía bụng. Đốm đen thứ hai nằm ở trên hậu môn và đốm đen thứ ba thì ở ngay đuôi dù không rõ ràng cho lắm. Vây của chúng mòng, trong suốt hoặc có thể là trong nhưng hơi mờ. Con trưởng thành có màu sắc rõ rệt hơn. Kích thước mà chúng có thể đạt là 12 cm (4,7in).

## Trong bể cá
Mặc dù ít phổ biến hơn sở thích so với các loài bà con của nó, tuy nhiên nó hiền lành, thân thiện và thích hợp để nuôi chung với loài Puntius tetrazona và loài Puntius conchonius và một số loài thuộc họ cá chép bơi nhanh, có kích thước tương tự. Ngoài ra nó cũng tương thích với một số loài cá hoàng đế, nhưng nếu là loài nhỏ hơn kích thước của tetras neon thì có nguy cơ bị ăn thịt
Như với nhiều loài trong họ, hành vi nippy rất phổ biến. Giảm bớt bằng cách nuôi ít nhất 5-6 cá thể trong hồ cá, và phải tính đến yêu cầu không gian cho kích thước của con trưởng thành là 4-5 inch (10-12 cm).